# Natalia Shipilova
Natalia Borisovna Shipilova (Volgogrado, 31 de dezembro de 1979) é uma handebolista profissional russa, medalhista olímpica.
Natalia Shipilova fez parte do elenco medalha de prata, de Pequim 2008.